# 薩奈格
35°51′N 2°53′E / 35.850°N 2.883°E

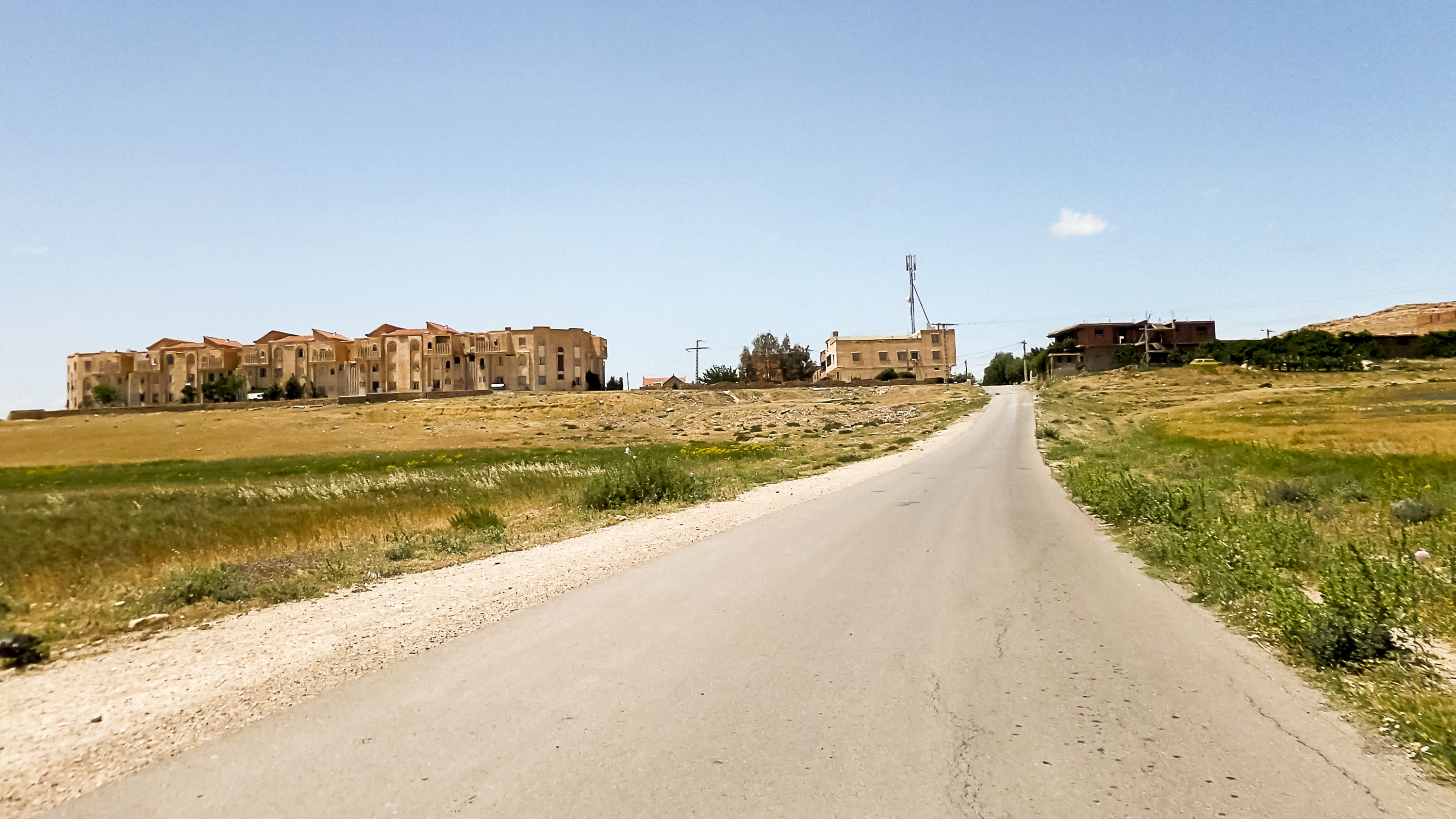
薩奈格

薩奈格（阿拉伯语：‎），是阿爾及利亞的城鎮，位於該國北部麥迪亞省，由布哈里堡區負責管轄，面積76平方公里，海拔高度740米，2008年人口5,487，人口密度每平方公里72人。